# Padre Pedro Chien
Padre Pedro Chien é um município da Venezuela localizado no estado de Bolívar.
A capital do município é a cidade de El Pamar.